# Diez negritos
Diez negritos (en inglés: Ten Little Niggers), también conocida como Y no quedó ninguno (And Then There Were None, en sustitución del original, modificado posteriormente en las ediciones anglosajonas por las connotaciones peyorativas de la palabra nigger en lengua inglesa), es una novela policíaca de la escritora británica Agatha Christie, publicada originalmente en Reino Unido por Collins Crime Club el 6 de noviembre de 1939. El título, que hace referencia a una canción infantil, se cambió por And Then There Were None en la primera edición de Estados Unidos, y el título de la canción de la novela, por Ten Little Indians (Diez inditos).

## Argumento
Ocho personas —el juez Lawrence Wargrave, la institutriz Vera Claythorne, el aventurero Philip Lombard, el general retirado John MacArthur, la solterona Emily Brent, el playboy Anthony Marston, el doctor Edward Armstrong y el detective privado y expolicía William Blore— reciben una invitación para pasar unas vacaciones en la isla del Negro (inspirada en la isla Burgh). Esta isla se encuentra en la costa inglesa, en la región de Devon. La invitación es sumamente atractiva, ya que se trata de una pequeña isla en la que solo existe una hermosa y gran mansión que fue construida por un millonario estadounidense, quien luego la vendió y nadie sabe hoy quién es el nuevo dueño. A cada uno de los invitados les llega la invitación por carta, firmada por una persona que dice haberlos conocido en el pasado en una situación que para todos es familiar, aunque no recuerdan bien a la persona en cuestión. Sin embargo, todos aceptan gustosos la invitación, ya que la persona que los invita describe detalladamente el lugar y las circunstancias en que los conoció. También porque en la nota aparece como una persona muy afectuosa y amable, y además, por lo irresistible que resulta el pasar unas vacaciones en una mansión tan lujosa situada en un lugar tan hermoso.
Todos llegan a la isla el día señalado, y descubren que su anfitrión, el señor U. N. Owen, no se encuentra allí, pero serán atendidos por los sirvientes, el señor y la señora Rogers, que hacen las funciones de mayordomo y cocinera respectivamente, haciendo un total de diez personas en la isla. Rogers y su esposa han sido contratados recientemente y todavía no conocen a su nuevo patrón. Cada uno de los invitados encuentra en su habitación una copia de la canción infantil de los diez negritos enmarcada y colgada en la pared.
Esa noche, durante la cena, los invitados observan diez pequeñas figuras de porcelana, diez negritos, sobre la mesa del comedor. Tras la cena, una grabación les acusa uno por uno de haber sido culpables directa o indirectamente de la muerte de diversas personas en el pasado. Todos (salvo Philip Lombard) niegan su responsabilidad, alegando que las muertes fueron accidentales y que, aunque quisieron ayudar a las víctimas, no pudieron. Entonces, se dan cuenta de que han sido engañados para ir a la isla con diversos pretextos, como una oferta de trabajo o el encuentro con una persona conocida. También descubren que no pueden marcharse, ya que el barco que trae las provisiones y que supone la única comunicación con la costa no puede llegar hasta la isla debido a la tormenta. A partir de ese momento, los invitados empiezan a ser asesinados uno a uno, de forma similar a lo que dice cada estrofa de la canción, y cada vez que alguien muere, una de las figuras de los negritos desaparece. A medida que se van produciendo las muertes, los supervivientes se dan cuenta de que el asesino solo puede ser uno de ellos, mientras que el mal tiempo les impide abandonar la isla o pedir ayuda.

## Letra de la canción

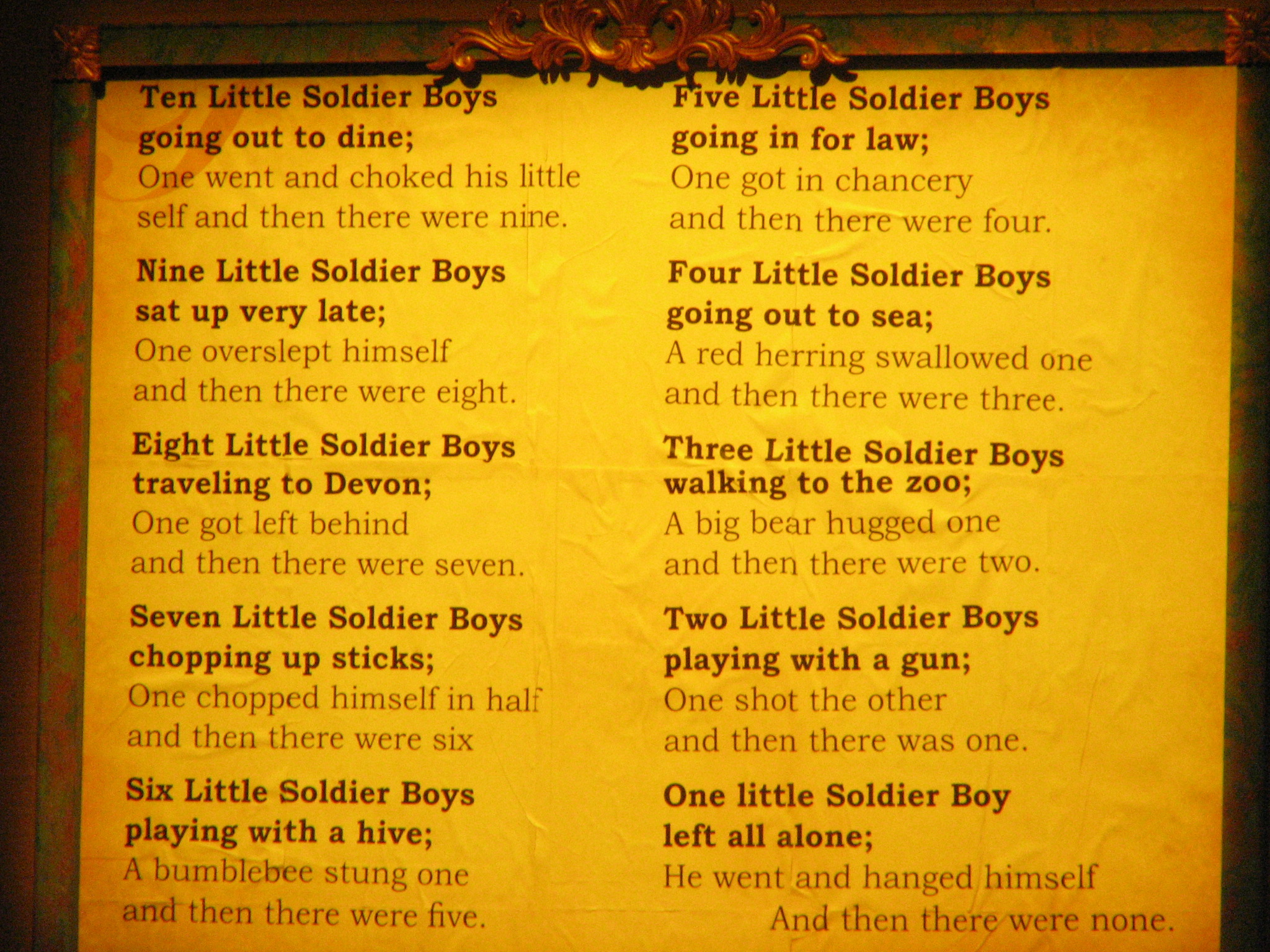
El poema de Agatha Christie en versión modificada

Esta es una de las versiones. Originalmente, en vez de las palabras soldier boys (soldados) iba la palabra niggers (negros) o indians (indios), que se sustituyeron por ser políticamente incorrectas.

Ten little soldier boys went out to dine;

One choked his little self and then there were nine.
Nine little Soldier boys sat up very late;

One overslept himself and then there were eight.
Eight little soldier boys traveling in Devon;

One said he'd stay there and then there were seven.
Seven little soldier boys chopping up sticks;

One chopped himself in halves and then there were six.
Six little soldier boys playing with a hive;

A bumblebee stung one and then there were five.
Five little soldier boys going in for law;

One got in chancery and then there were four.
Four little soldier boys going out to sea;

A red herring swallowed one and then there were three.
Three little soldier boys walking in the zoo;

A big bear hugged one and then there were two.
Two little soldier boys sitting in the sun;

One got frizzled up and then there was one.
One little soldier boy left all alone;

He went out and hanged himself and then there were none.

Diez negritos se fueron a cenar;

uno se asfixió y quedaron nueve.
Nueve negritos estuvieron despiertos hasta muy tarde;

uno se quedó dormido y entonces quedaron ocho.
Ocho negritos viajaron por Devon;

uno dijo que se quedaría allí y quedaron siete.
Siete negritos cortaron leña;

uno se cortó en dos y quedaron seis.
Seis negritos jugaron con una colmena;

una abeja picó a uno de ellos y quedaron cinco.
Cinco negritos estudiaron Derecho;

uno se hizo magistrado y quedaron cuatro.
Cuatro negritos fueron al mar;

un arenque rojo se tragó a uno y quedaron tres.
Tres negritos pasearon por el zoo;

un gran oso atacó a uno y quedaron dos.
Dos negritos se sentaron al sol;

uno de ellos se tostó y solo quedó uno.
Un negrito quedó solo;

se ahorcó y no quedó... ¡ninguno!

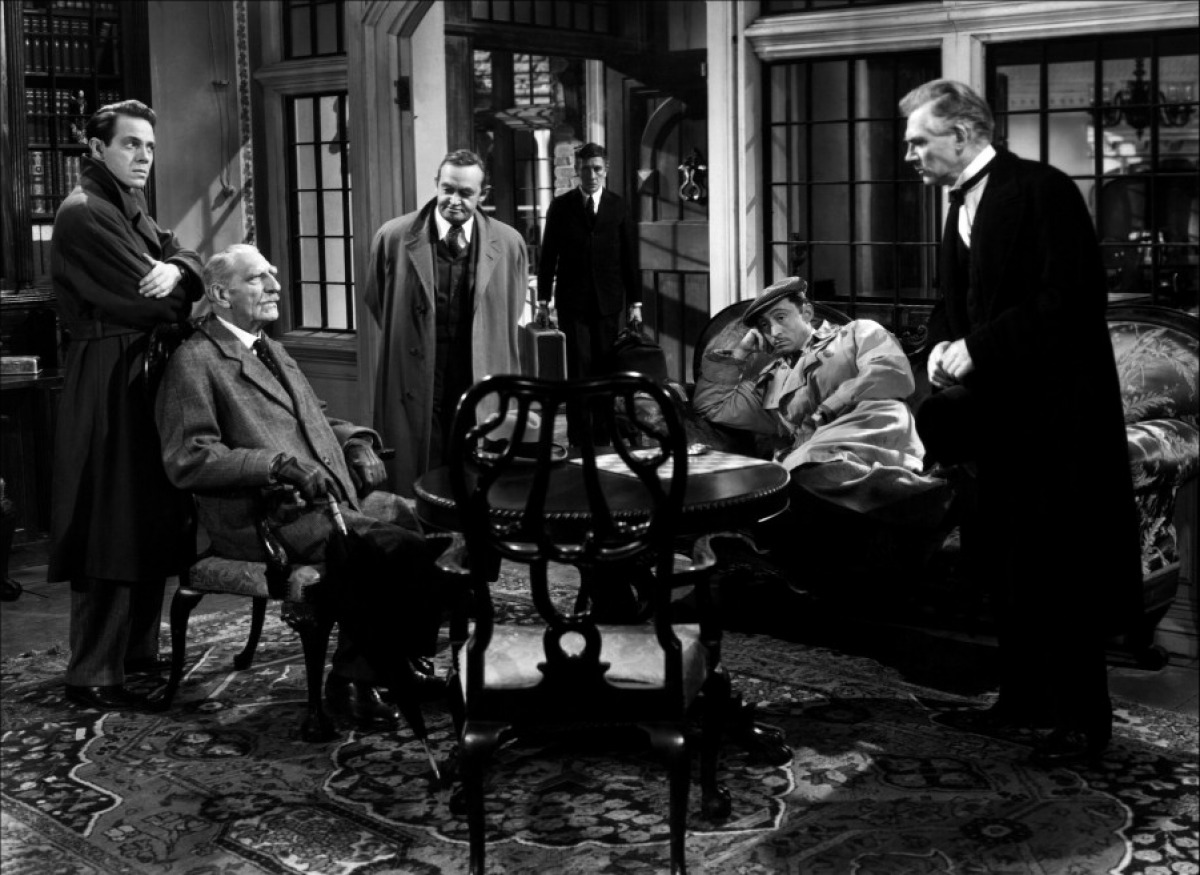
Parte de un fotograma de la película de 1945: Louis Hayward, C. Aubrey Smith, Barry Fitzgerald, Richard Haydn, Mischa Auer y Walter Huston

Tal como dice la canción, tras la muerte de todos en forma similar a las circunstancias descritas en la canción, no queda ningún personaje para encontrar la explicación, por lo que el sorprendente desenlace se desentraña gracias a una nota que se encuentra dentro de una botella arrojada al mar por el asesino.

## Cine, televisión y otros
Debido al enorme éxito de la novela ha tenido numerosas adaptaciones tanto al cine como a la televisión, la radio y el teatro. No obstante, a excepción de dos, todas estas alteran el desenlace original escrito por Agatha Christie. 